# Aeroporto di Antsiranana-Arrachart
L'Aeroporto di Antsiranana/Arrachart (IATA: DIE, ICAO: FMNA), è un aeroporto malgascio situato a circa 3 km a sud- dal centro della città di Antsiranana (già Diego Suarez), capoluogo dell'omonima provincia nella Regione di Diana, raggiungibile percorrendo la Route nationale 6.
La struttura, posta all'altitudine di 114 m/ 374 ft sul livello del mare, è dotata di un solo terminal ed una sola pista con fondo in asfalto lunga 1 500 m e larga 30 m (4 921 x 98 ft) con orientamento 13/31 e dotata di impianto di illuminazione.
L'aeroporto, di proprietà del Ministère des Transports et du Tourisme, il ministero responsabile della gestione dei trasporti e del turismo del Madagascar, è gestito dalla ADEMA - Aéroports de Madagascar, effettua attività secondo le regole e gli orari sia IFR che VFR ed è aperto al traffico commerciale.